# 罗宾·琼斯
罗宾·戴尔·琼斯（英語：Robin Dale Jones，1954年2月2日—2018年7月16日），美国NBA联盟的前职业篮球运动员。